# Xylonaeus carinifer
Xylonaeus carinifer är en skalbaggsart som beskrevs av Heinrich Bickhardt 1916. Xylonaeus carinifer ingår i släktet Xylonaeus och familjen stumpbaggar. Inga underarter finns listade i Catalogue of Life.